# Hélie de Salignac
Pour les articles homonymes, voir Salignac.
Hélie de Salignac (mort le 7 mai 1378) est un ecclésiastique qui fut évêque de Sarlat de 1359 à 1361 puis archevêque de Bordeaux de 1361 à sa mort.

## Biographie
Hélie de Salignac est le fils de Mainfroid de Salignac et d'Alix d'Estaing, sœur de Raymond d'Estaing, gouverneur général du Rouergue. Il est précenteur de l'église de Fréjus et seulement sous-diacre lorsqu'il nommé évêque de Sarlat par le pape Innocent VI le 10 mai 1359. À cette époque le roi Jean le Bon est détenu en Angleterre et son fils le Dauphin Charles doit faire face à de multiples difficultés dans le gouvernement du Royaume. L'évêque estime dans ce contexte qu'il ne peut prêter serment au souverain ce qui lui vaut l'animosité de ses diocésains qui lui refusent l'Hommage en le soupçonnant d'être favorable aux Anglais. L'affaire s’envenime et le prélat est contraint de les excommunier. Afin de mettre fin au conflit, Innocent VI décide de le pouvoir de l’archevêché de Bordeaux dans le domaine contrôlé par le roi d'Angleterre.
Le 21 novembre 1365 il réunit un concile provincial dans la cathédrale de Périgueux, en mai de l'année suivante il consacre John Harvel évêque de Bath et Wells et le 6 janvier 1367, il baptise Richard de Bordeaux, le fils et héritier d'Édouard de Woodstock le « Prince Noir ». En 1374 la pape Grégoire XI le charge d'une médiation entre Anglais et Français qui étaient sur le point de reprendre le combat. En 1376 il voit l’achèvement des travaux de l'abbatiale Sainte-Croix de Bordeaux. Il meurt deux ans plus tard.